# Ткаченко Михайло Степанович (художник)
Миха́йло Степа́нович Ткаче́нко (*18 листопада 1860, Харків, Російська імперія — †2 січня 1916, Слов'янськ, Харківська
губернія, Російська імперія) — український маляр, пейзажист і мариніст; учився у Дмитра Безперчого, в Петербурзькій Академії Мистецтв і в Парижі в Академії Кормона (1888—1892). У паризьких галереях виставляв картини на українські теми; особиста виставка у 1906.
Кавалер Ордена Почесного легіону.
Оселившись в Парижі, щороку приїжджав в Україну. Остання поїздка Ткаченка на батьківщину відбулася влітку 1915 року та була пов'язана з реставрацією фресок Святогірського монастиря. Під час неї він захворів, і, не маючи змоги повернутися до Франції, помер. Похований у Харкові.
Твори Ткаченка зберігаються в музеях Харкова, Львова, Парижа, Льєжа, Тулона.

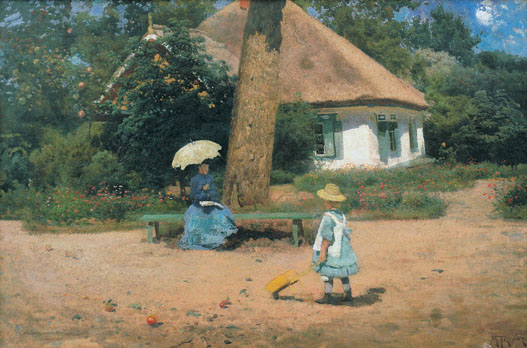
Сім'я на відпочинку